# Chiesa di Santa Maria Incoronata (Milano)
La chiesa di Santa Maria Incoronata è un luogo di culto cattolico di Milano, situato all'incrocio fra corso Garibaldi e via Marsala.

## Storia
Questa chiesa è un caso particolare di "chiesa doppia", simile a quella di San Cristoforo al Naviglio, anch'essa a Milano, guardando dal sagrato, la chiesa di sinistra è la più antica, perché esisteva già in età comunale, era retta dai padri eremitani di San Marco ed era intitolata a Santa Maria di Garegnano.
Accanto alla chiesa, agli inizi del Quattrocento, fu costruito un convento per i padri agostiniani, che restaurarono l'antica chiesa nello stile tardo gotico, tipico di quel secolo. Poiché i lavori furono terminati in occasione dell'incoronazione di Francesco Sforza a Duca di Milano (1451), la intitolarono a Santa Maria Incoronata, dedicandola al nuovo signore della città.
Nel 1460 sua moglie Bianca Maria Visconti, signora di Cremona, volle che, a lato della chiesa del consorte, ne fosse costruita una seconda, del tutto identica e collegata a essa in modo da formare un'unica nuova chiesa: con questa opera Bianca Maria desiderava suggellare pubblicamente la sua fedeltà al marito. Riuscì così a renderla una delle costruzioni più originali dell'epoca.
Nei turbolenti secoli successivi, l'Incoronata divenne magazzino, poi lazzaretto, quindi caserma e anche carcere, scuola di agraria, tornando infine ad essere luogo di culto e chiesa parrocchiale.

## Descrizione
La chiesa fu costruita in stile gotico, ma il suo aspetto fu notevolmente modificato nel 1654 e nel 1827. Nel 1900, sotto la direzione di F. Pellegrini, furono compiuti i restauri che l'hanno riportata alle caratteristiche originarie. L'attuale edificio è frutto dell'unione delle due chiese.

### Esterno
L'esterno è caratterizzato dalla particolare facciata doppia, con un prospetto a capanna per ciascuna delle due chiese; per ambedue esso presenta in basso un unico portale ogivale sormontato da una lunetta, decorata con un bassorilievo. Al di sopra del portale vi sono due monofore ogivali e, al centro, più in alto, un piccolo rosone circolare. Ognuna delle due facciate termina in alto con un profilo triangolare sormontato da una croce su un basamento marmoreo.
Sul fianco destro della chiesa, si aprono varie cappelle laterali a pianta poligonale, illuminate da monofore. Fra le due absidi, si eleva la torre campanaria. Questa è pianta quadrata e la sua cella campanaria si apre sull'esterno con una monofora su ciascun lato. La copertura del campanile è costituita da un cono in laterizio, affiancato da quattro piccole guglie poste sugli angoli della struttura.

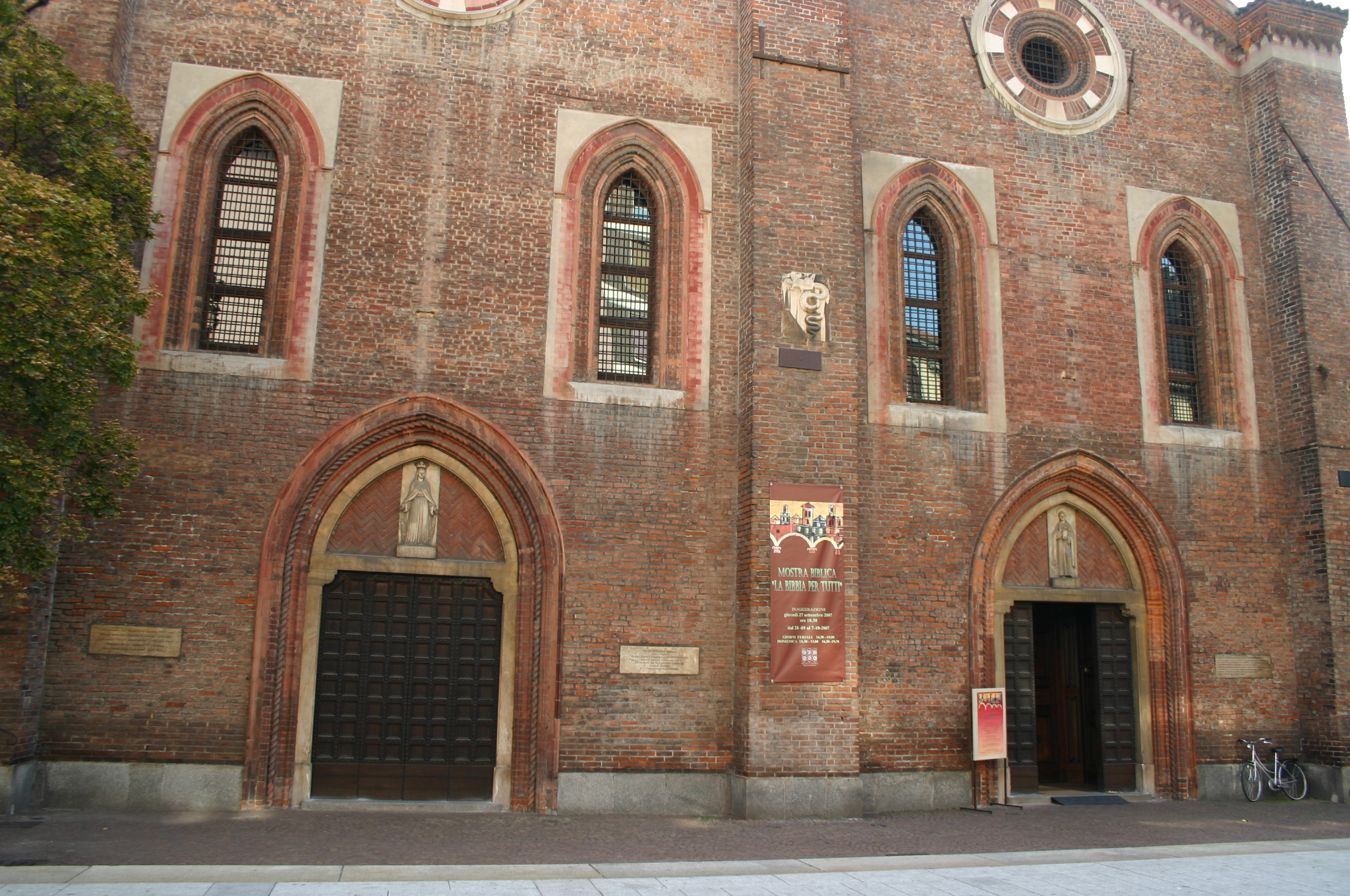
Parte inferiore della facciata
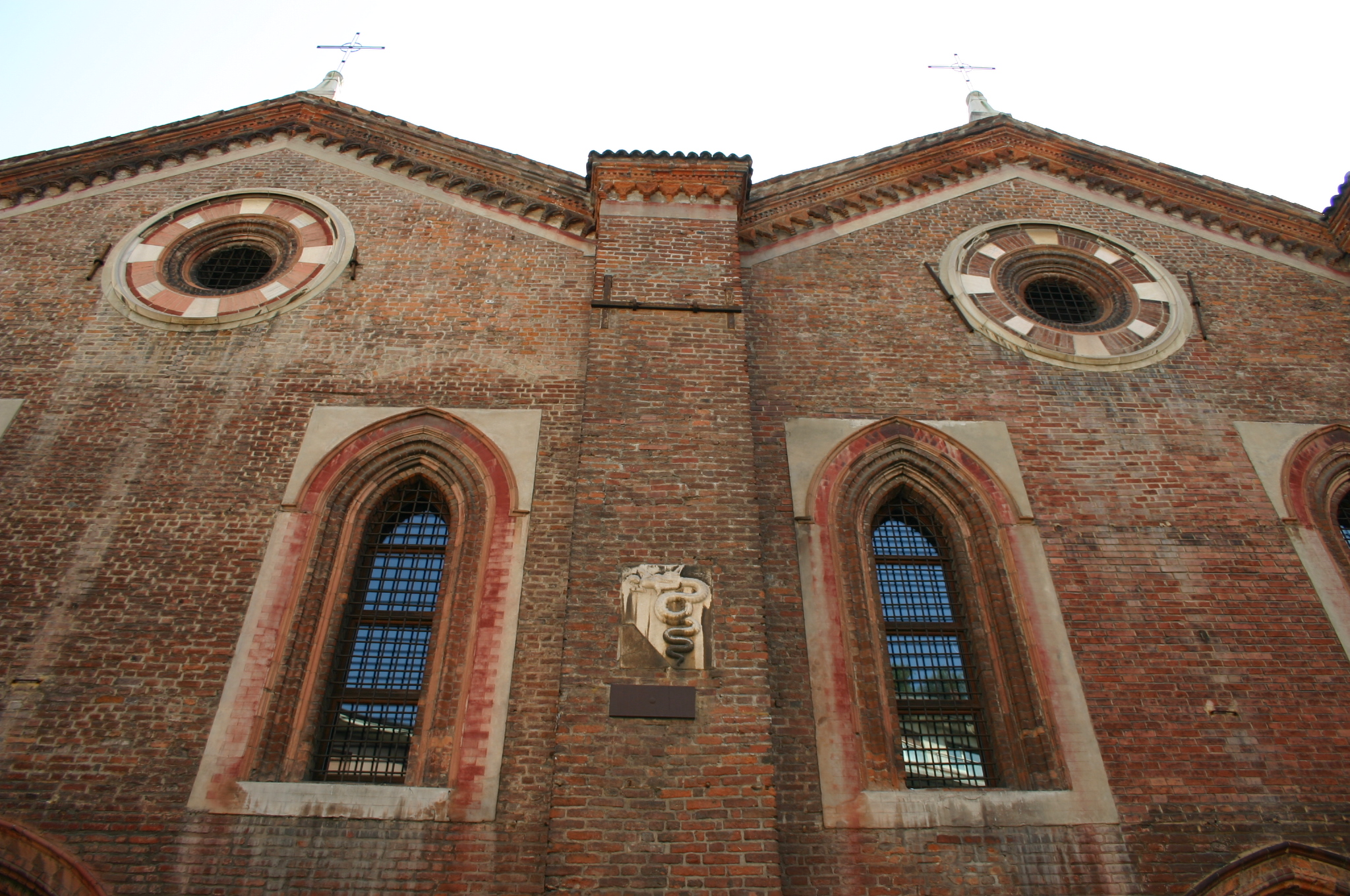
Parte superiore della facciata
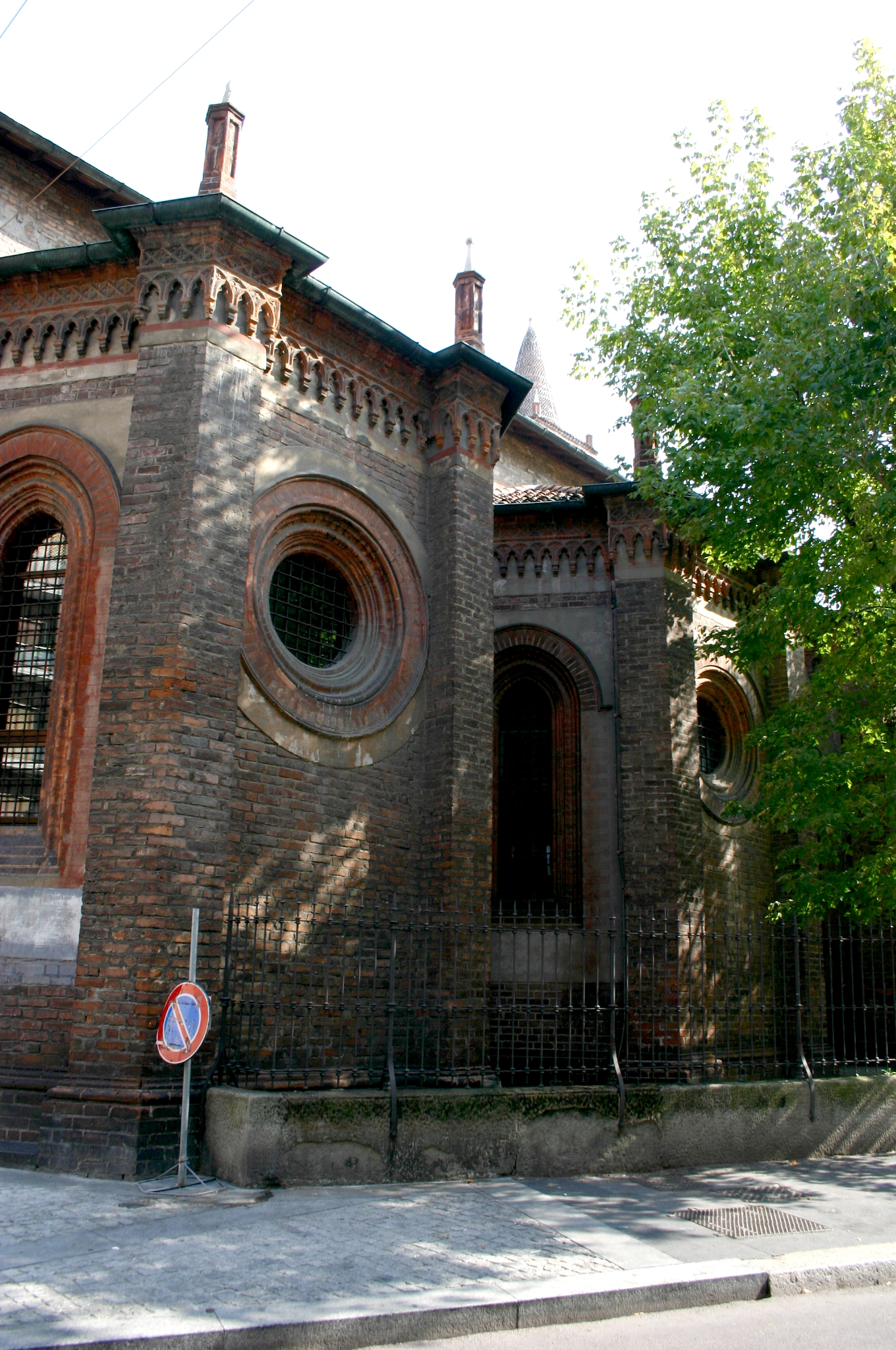
Cappelle di destra
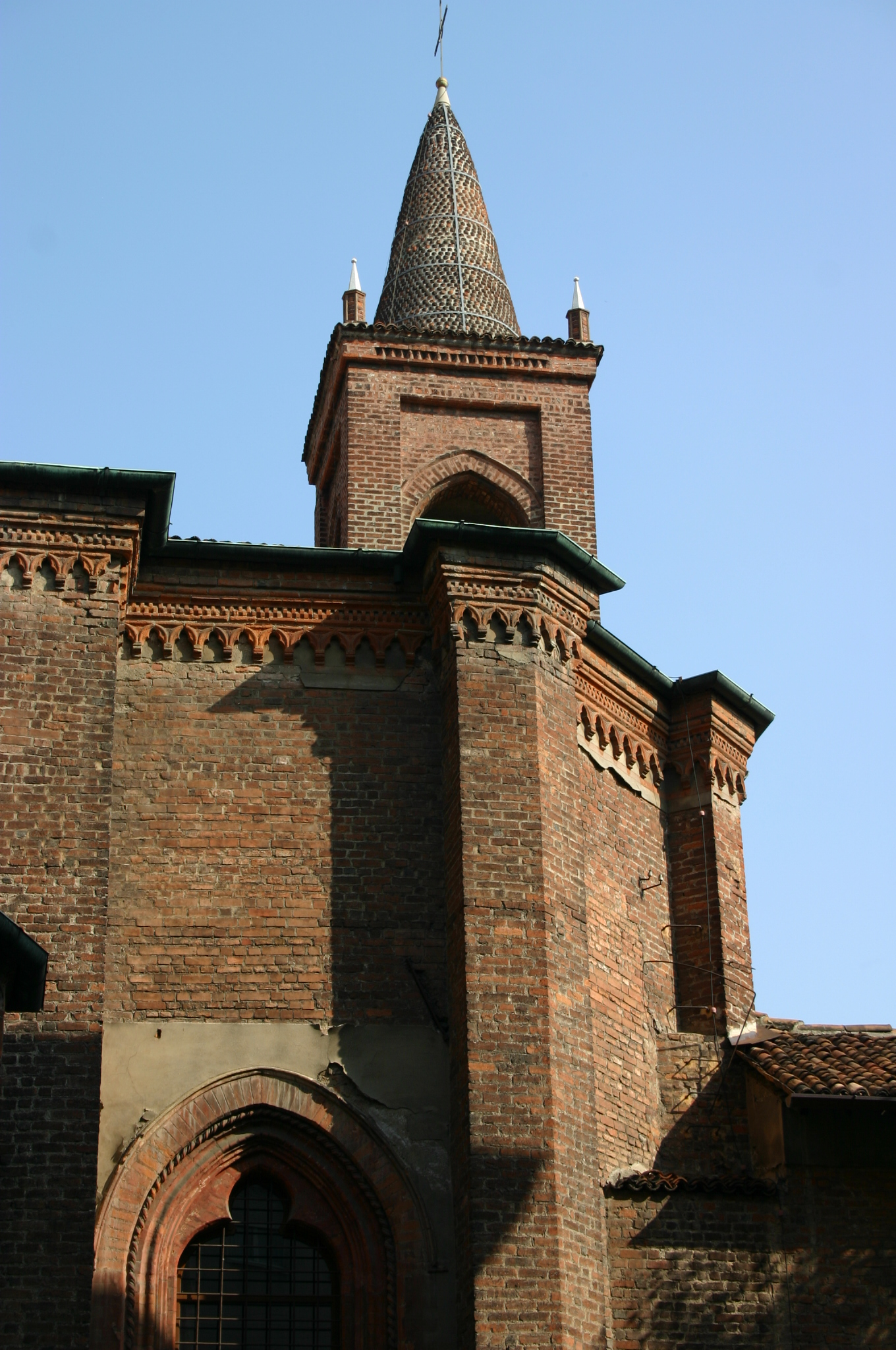
Parte terminale del campanile

### Interno

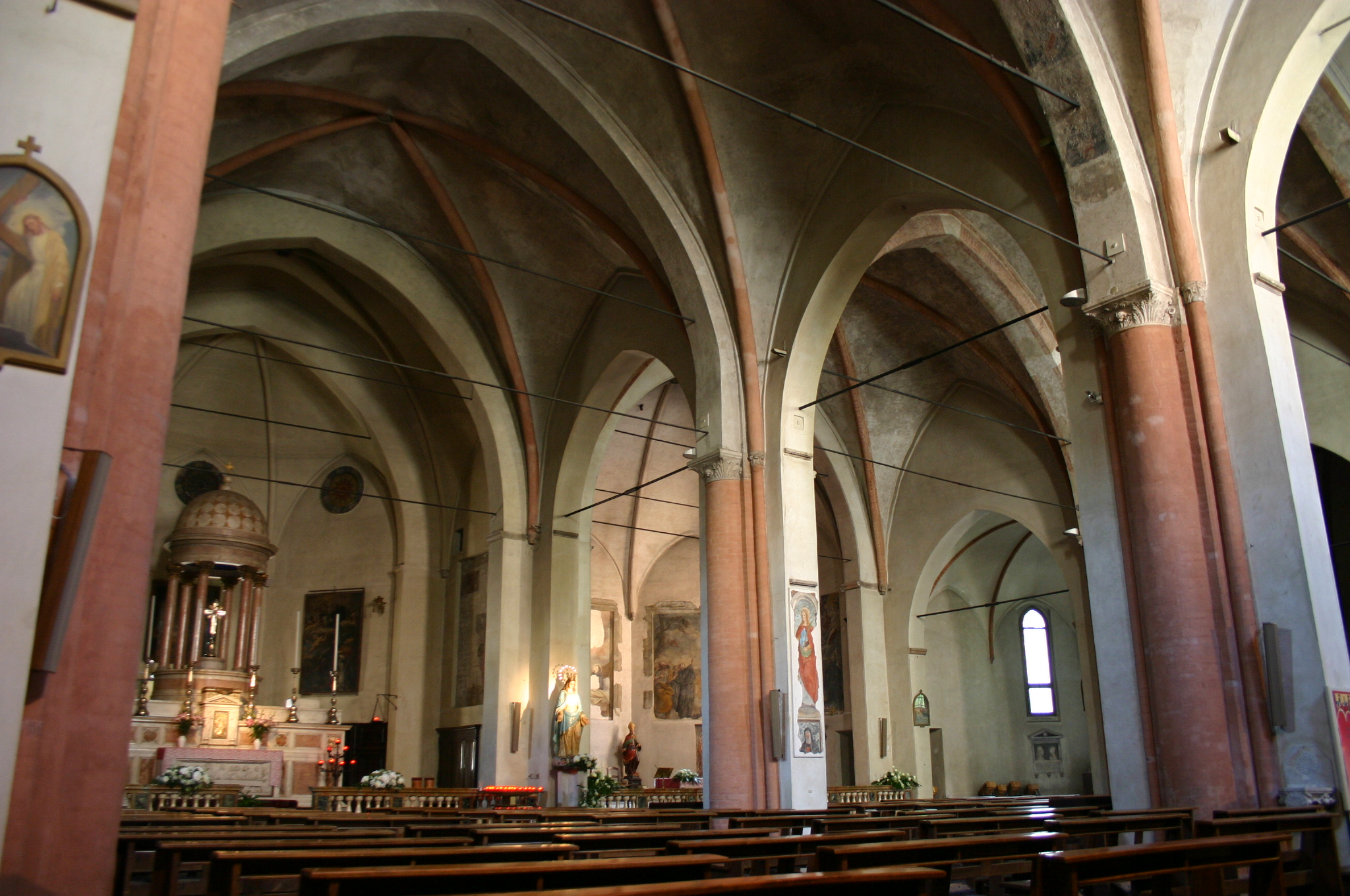
Interno dalla navata sinistra

All'interno, la chiesa presenta una particolare pianta a due navate, frutto dell'unione delle due chiese, divise da archi a sesto acuto poggianti su pilastri. Coperte con volta a crociera, ciascuna di esse termina con un'abside poligonale; nell'abside di sinistra, vi è un altare neoclassico in marmi policromi, sormontato da un ciborio circolare con cupoletta semisferica sorretta da colonne corinzie. L'altare dell'abside di destra, invece, è barocco ed è stato pesantemente modificato dopo il Concilio Vaticano II. Su ciascuna delle due navate si aprono tre cappelle laterali.
Fra le opere custodite all'interno della chiesa, vi è la presenza di manufatti di grandi pittori. Nella prima cappella di sinistra, ad esempio, vi è un affresco attribuito al Bergognone, in parte perduto, raffigurante Cristo sotto il torchio, richiamo al vino trasformatosi in sangue di Cristo nell'Eucaristia. Nella cappella sul lato opposto, invece, si trova la Lastra tombale di Giovanni Bossi, attribuita ad Agostino Busti detto il Bambaia. Nella seconda cappella di sinistra vi sono degli affreschi, probabilmente opera di Ciro Ferri, con Scene della vita di San Nicola da Tolentino.

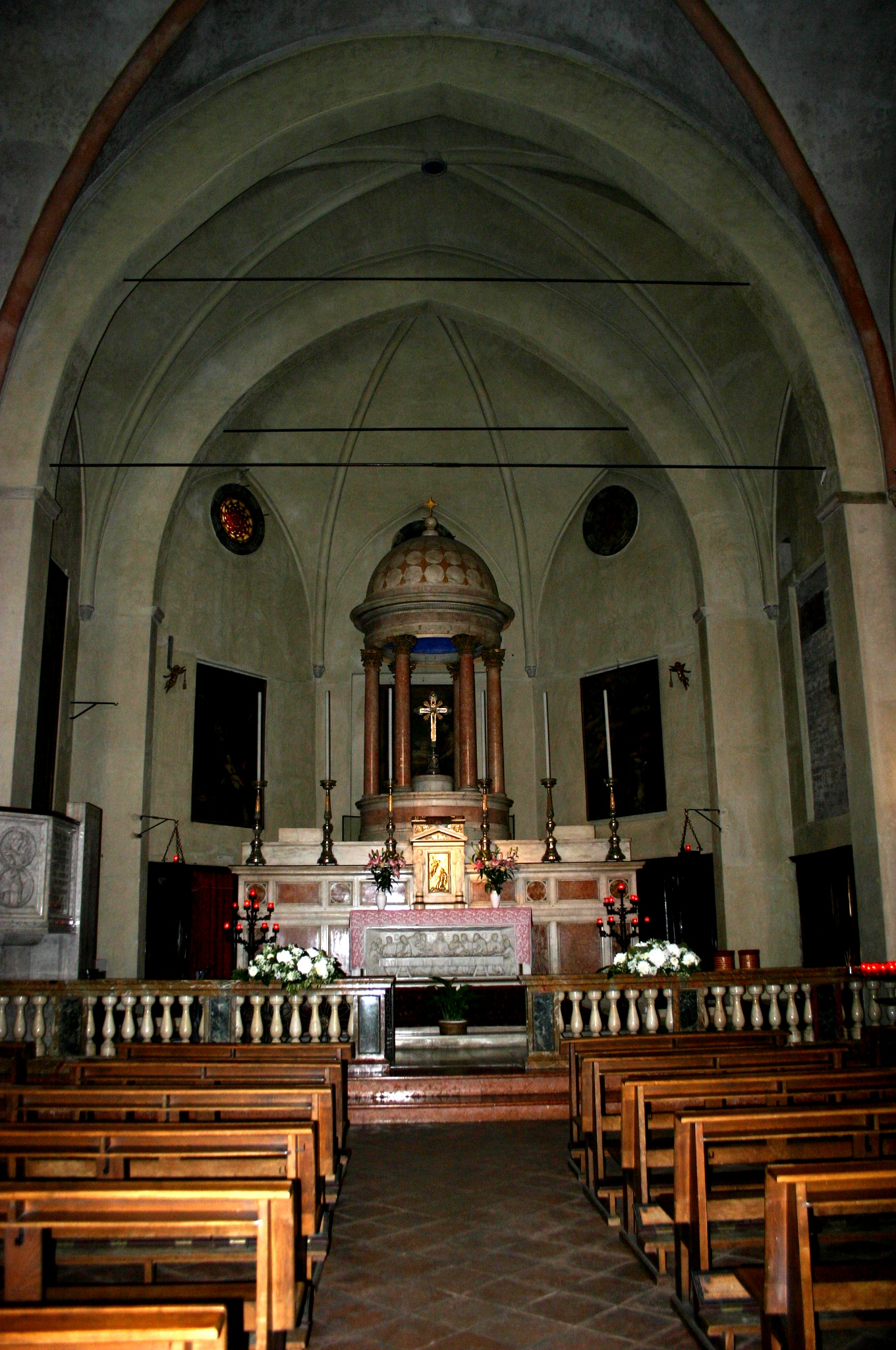
L'abside di sinistra
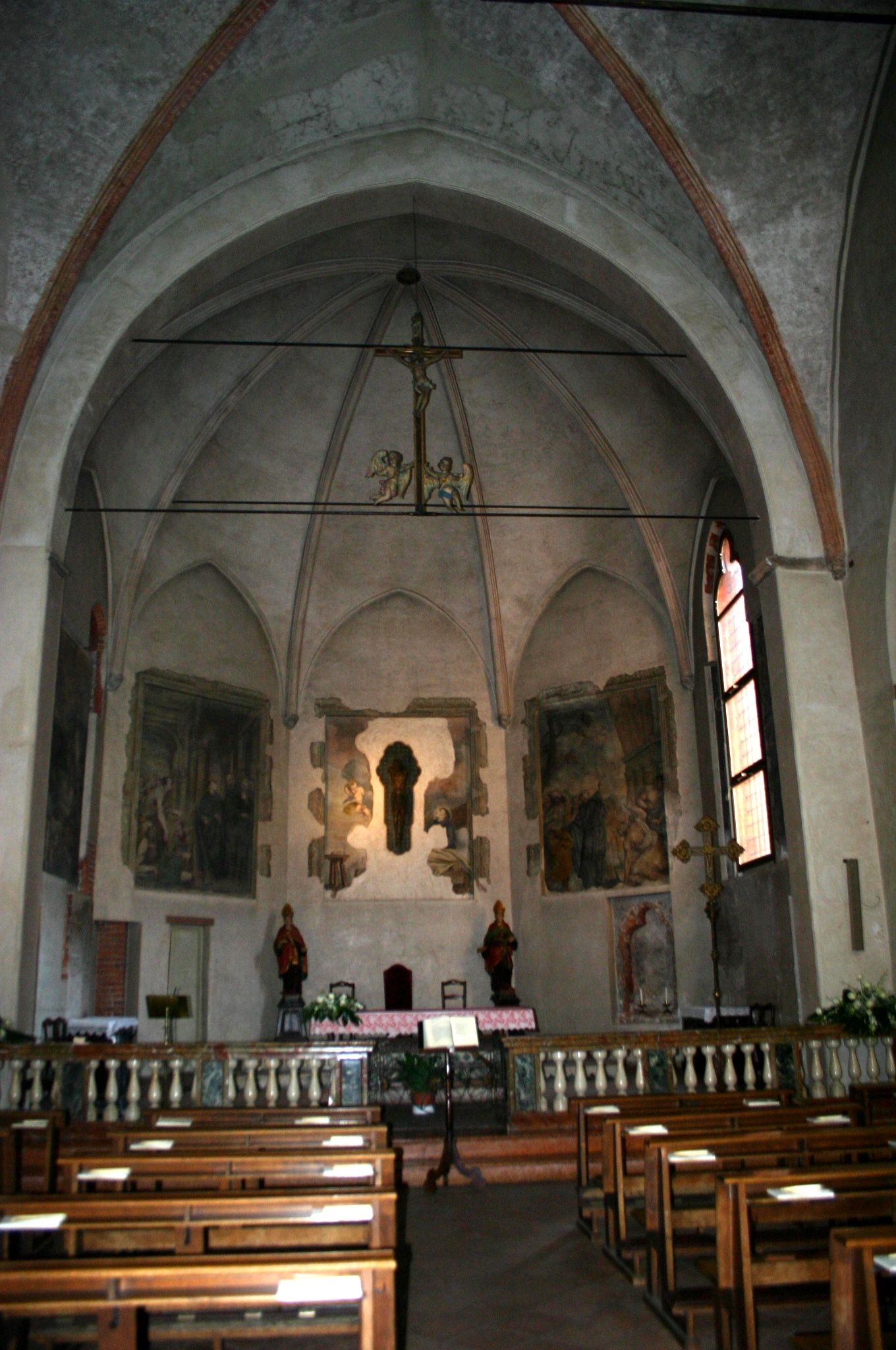
L'abside di destra
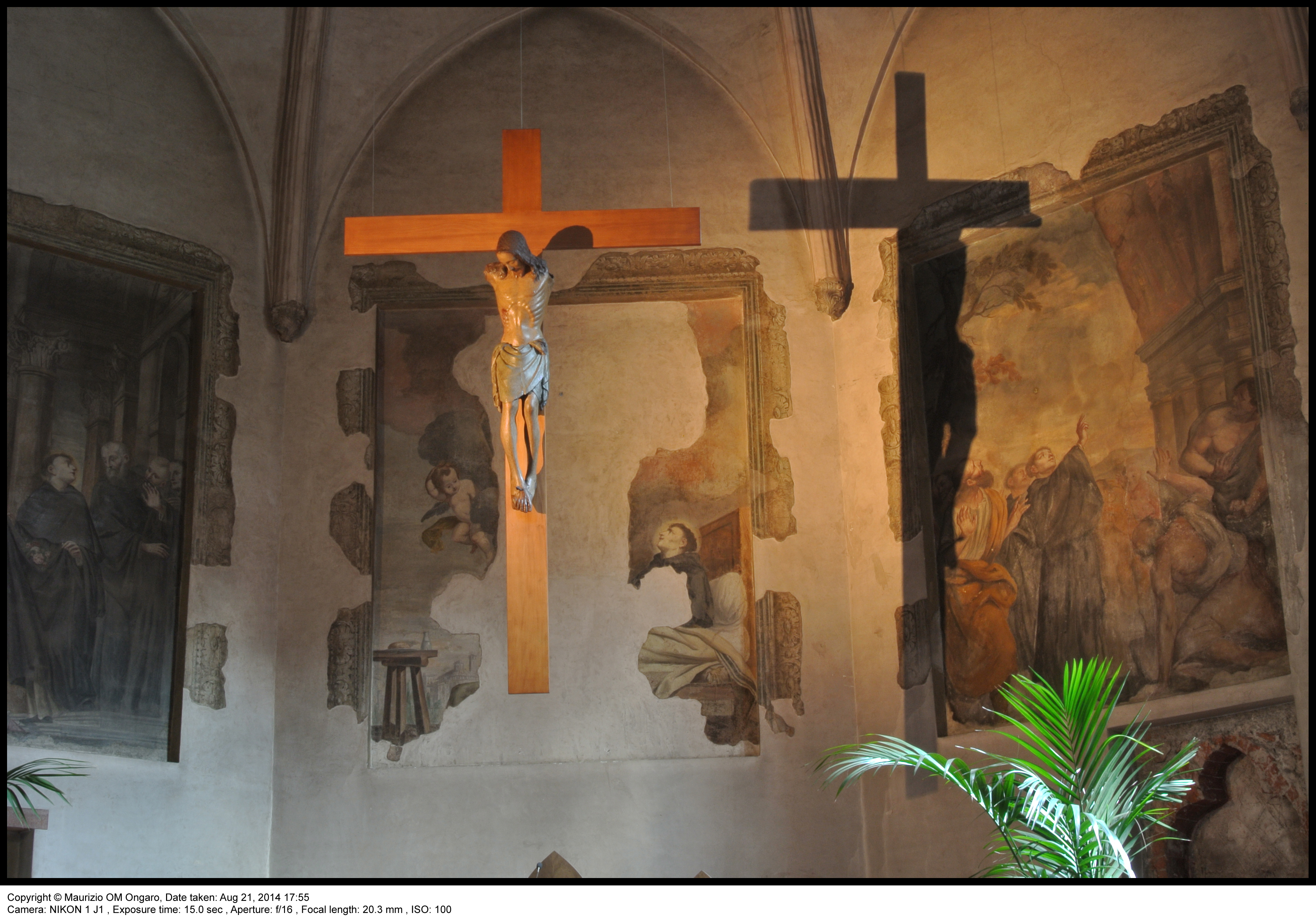
Crocifisso ligneo cinquecentesco - scuola ghibertiana
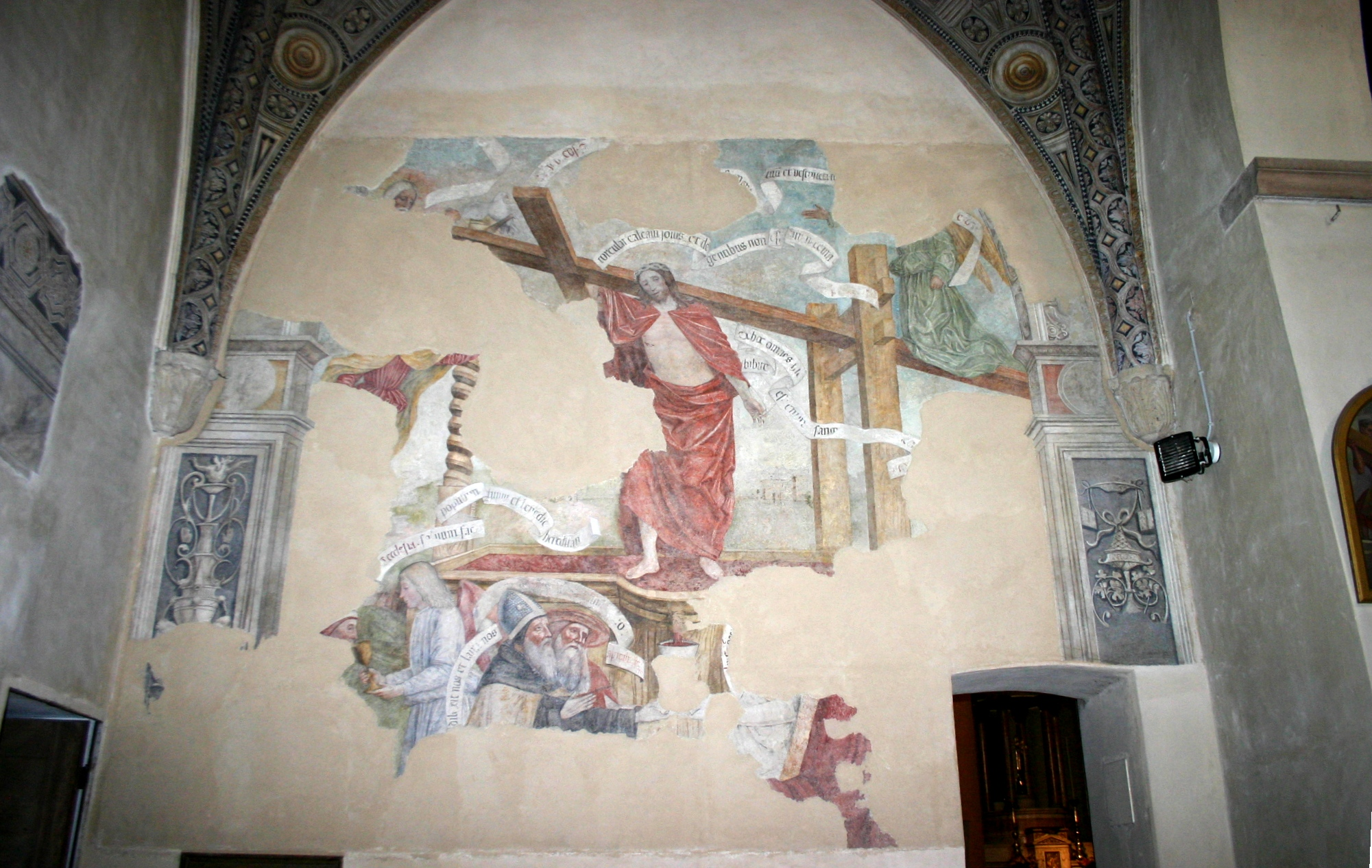
Gesù sotto il torchio del Bergognone
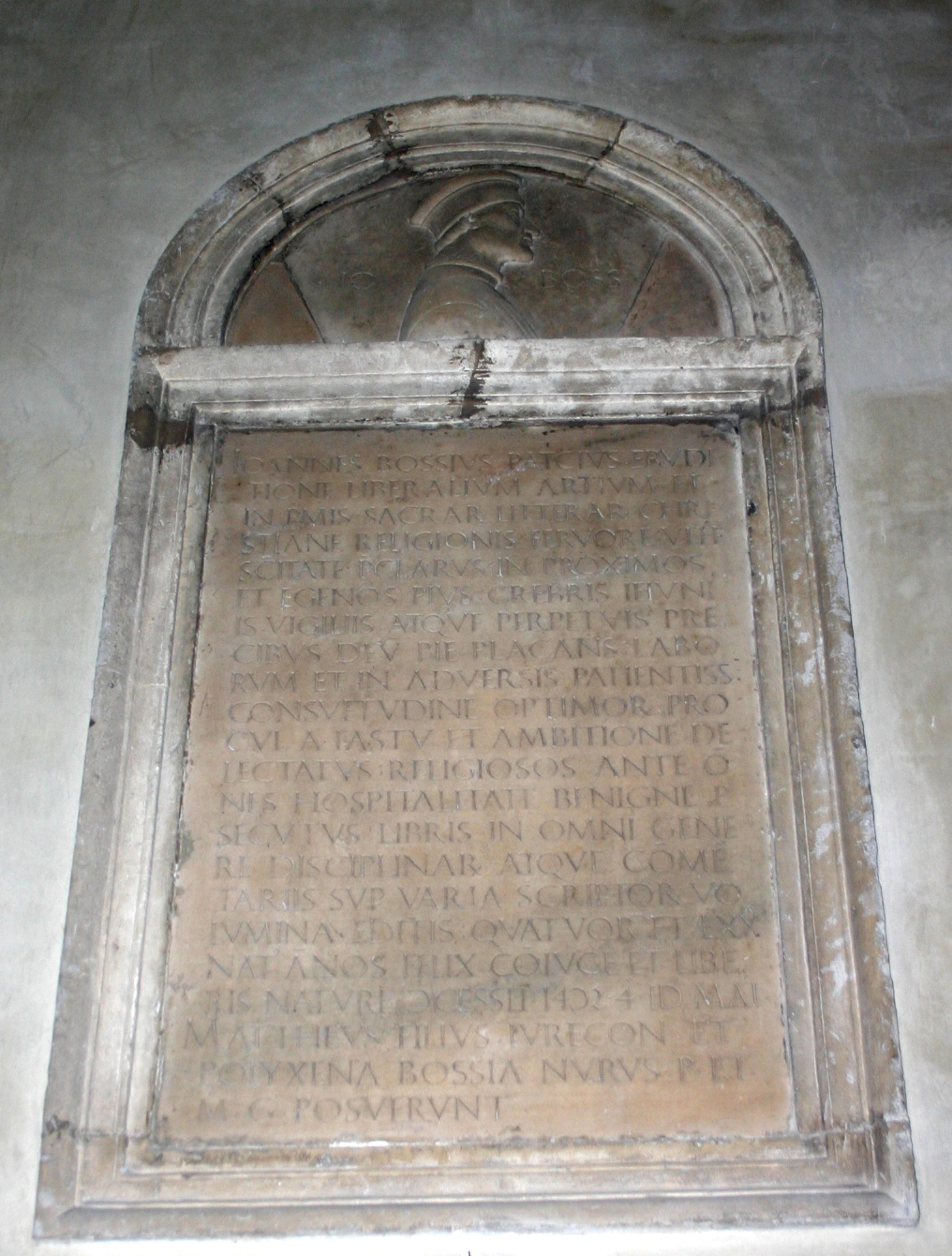
Lapide di Giovanni Bossi del Bambaia

### Organo a canne

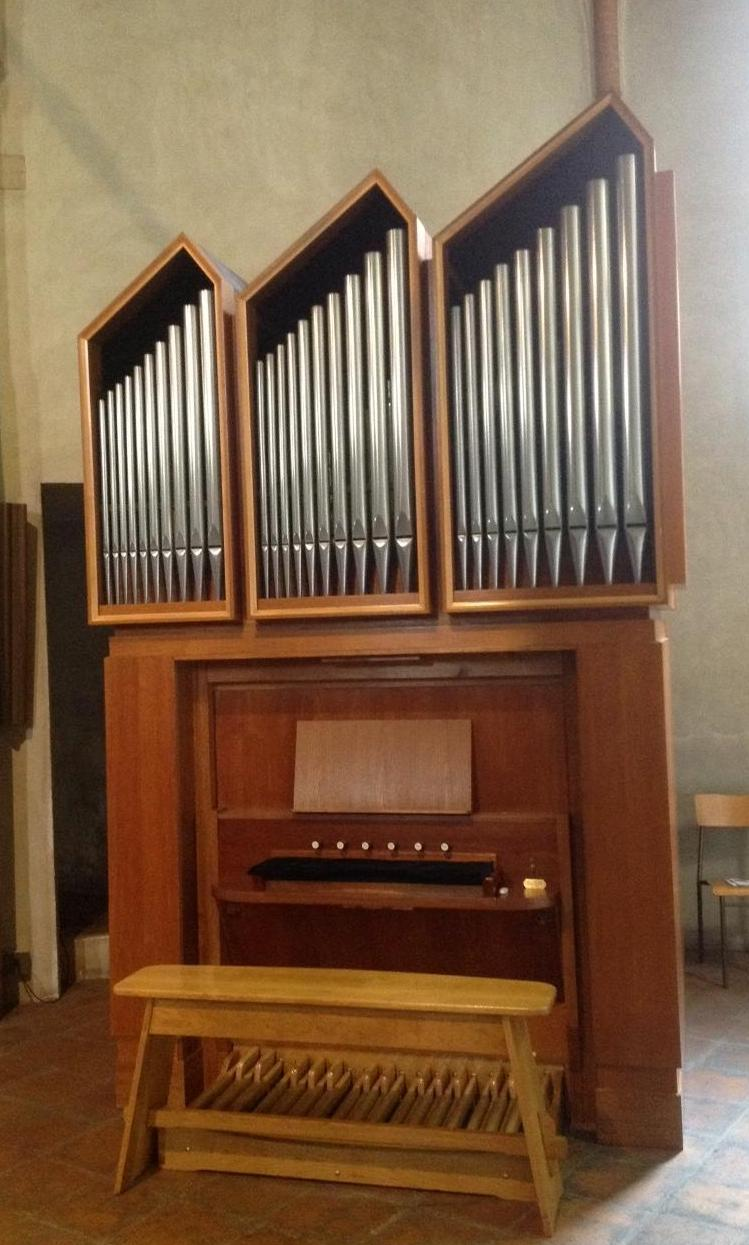
L'organo a canne

Nell'ultima cappella di destra, si trova l'organo a canne della chiesa, costruito dalla ditta Pedrini di Cremona nel 2013.
Lo strumento, a pavimento, è a trasmissione integralmente meccanica ed è racchiuso all'interno di una cassa lignea di fattura geometrica. La mostra è composta da 29 canne in stagno con bocche a mitria disposte ad ala in tre campi affiancati.
La consolle è a finestra e dispone di un'unica tastiera di 56 note e di pedaliera concavo-parallela di 27 note. I registri, in totale 6 (5 al manuale e 1 al pedale) sono azionati da pomelli posti in unica fila orizzontale sopra il manuale. Sopra la pedaliera, si trova un pedaletto per l'unione tasto-pedale.